# Graeme Souness
Graeme Souness (født 6. maj 1953 i Edinburgh) er en tidligere professionel fodboldspiller og fodboldtræner.
Som aktiv spiller er han bedst kendt for sin tid som anfører for Liverpool FC's succesfulde hold i begyndelsen af 1980'erne. Han opnåede 359 kampe for Liverpool i perioden 1978-84, i hvilken periode han var med til at vinde 5 engelske mesterskaber og 3 Ligacup-titler. Souness vandt med Liverpool tillige Den Europæiske Mesterholdsturnering 3 gange. Souness spillede en stor del af tiden som anfører for holdet og fik tilnavnet "The Emperor of Anfield". Souness skiftede i 1984 til den italienske klub Sampdoria og to år senere til skotske Rangers F.C. som spillende træner.
Efter opholdet i Rangers indstillede Souness karrieren som aktiv spiller og blev herefter træner for klubberne Liverpool FC, Benfica, Galatasaray, Blackburn Rovers og Newcastle United.
Souness blev i 2004 optaget i Scottish Football Hall of Fame og i 2007 i English Football Hall of Fame.

## Eksterne links
- Graeme Souness på liverpoolfc.tv